# Glasbruksholmen

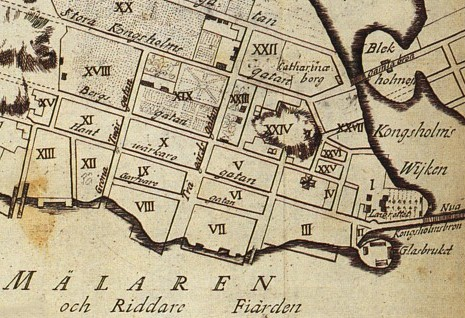
Glasbruksholmen på östra Kungsholmen.
Georg Biurmans karta från 1754.

Glasbruksholmen var en anlagd holme på östra Kungsholmen i Stockholm. Glasbruksholmen fick sitt namn efter Kungsholmens glasbruk som 1686 flyttade sin verksamhet från Södermalm till Kungsholmen. Glasbruksholmens historia visar även Kungsholmens stegvisa utfyllnader och regleringar av strandlinjen samt bebyggelsens förändringar i trakten för Stockholms stadshus. Idag påminner bara kvartersbeteckningen Glasbruket om den tidigare holmen och verksamheten där.
Holmen skapades någon gång mellan 1724 och 1733 för att rymma delar av glasbrukets verksamhet. Det framgår av Johann Baptist Homanns karta från 1724 (utan holme) och Petrus Tillaeus karta från 1733 (med holme). På båda kartorna framgår även den Gripenhielmska malmgården med sin stora trädgård, som låg längst ut på östra Kungsholmen och den långa broförbindelsen, Nya Kungsholmsbron, över till Norrmalm. 
På Georg Biurmans karta från 1754 står det ”Glasbruket” intill holmen, men redan 1751 redovisar Biurman en ny planerad strandlinje längs holmens södra och östra delar. En turistkarta från 1836 redovisar Glasbruksholmen som en nästan rektangulär ö med vägförbindelse i väst till fastlandet. 1870 hade Glasbruksholmen blivit en del av fastlandet med byggnader för Karolinska institutet som kom till platsen efter att glasbruket lades ner 1815. Öster om den tidigare holmen skapades genom utfyllnader i Klara sjö ytterligare en tomt som skulle bebyggas med kvarnen Eldkvarn (nuvarande Stockholms stadshus). På A.R. Lundgrens karta över Stockholm från 1885 syns den planerade nya strandlinjen. I och med invigningen av Stockholms stadshus 1923 hade Lundgrens strandlinje nästan blivit fullbordat, som en karta från 1926 visar.

## Kartbilder, norr orienterat uppåt

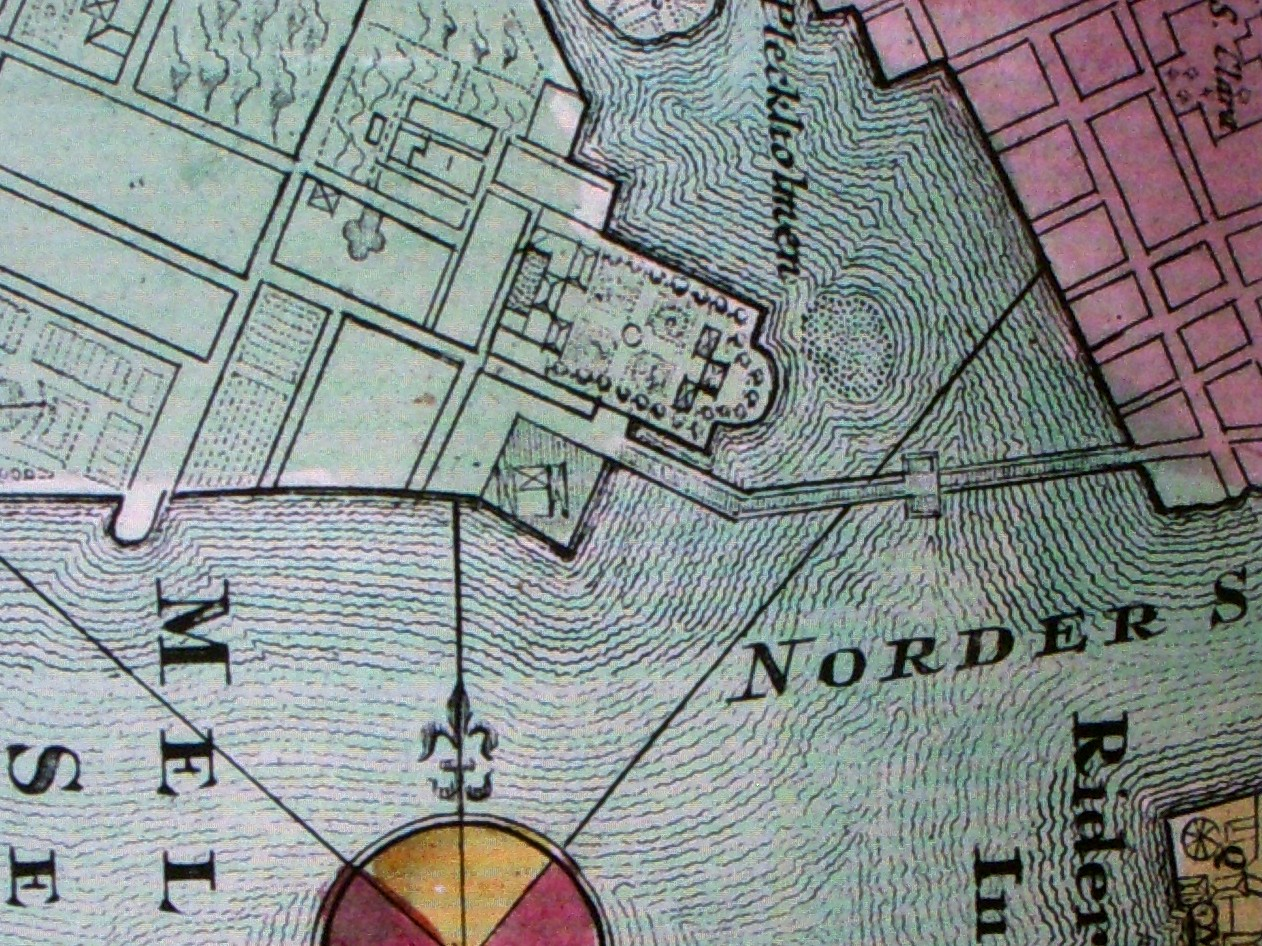
1724
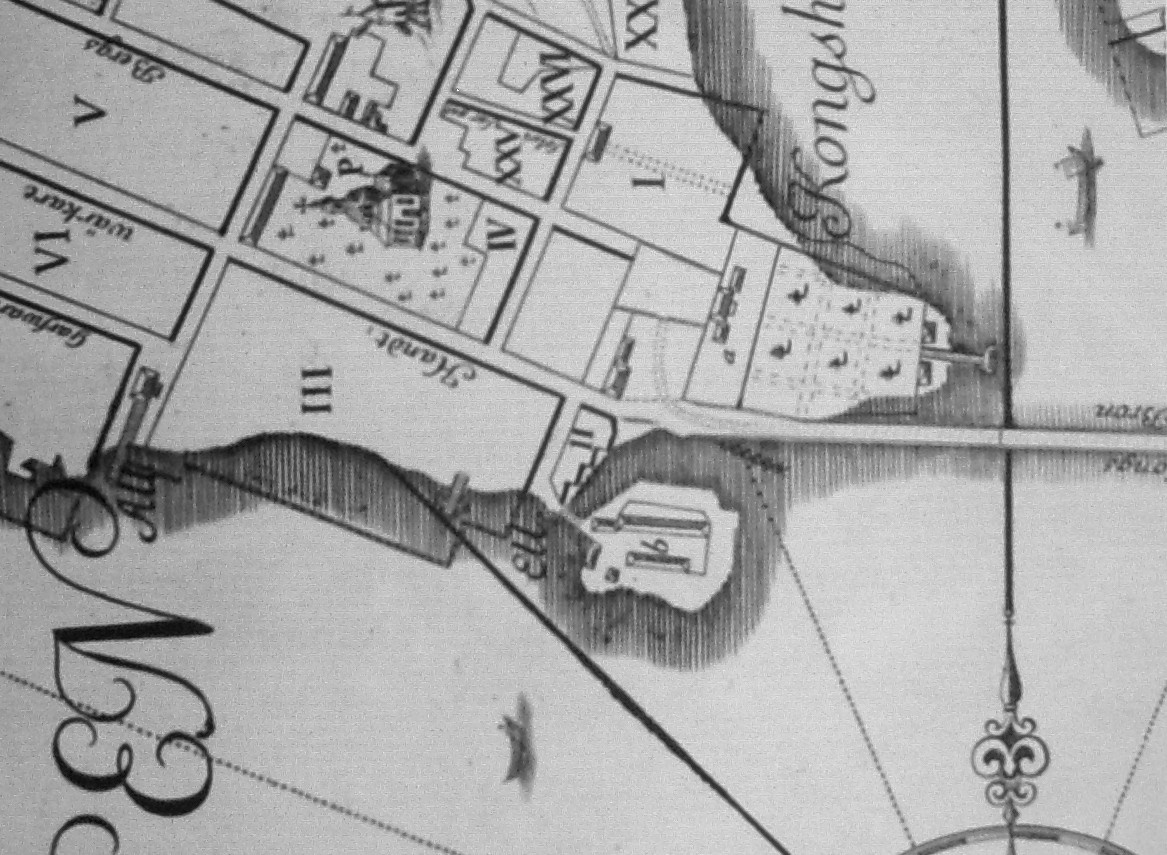
1733
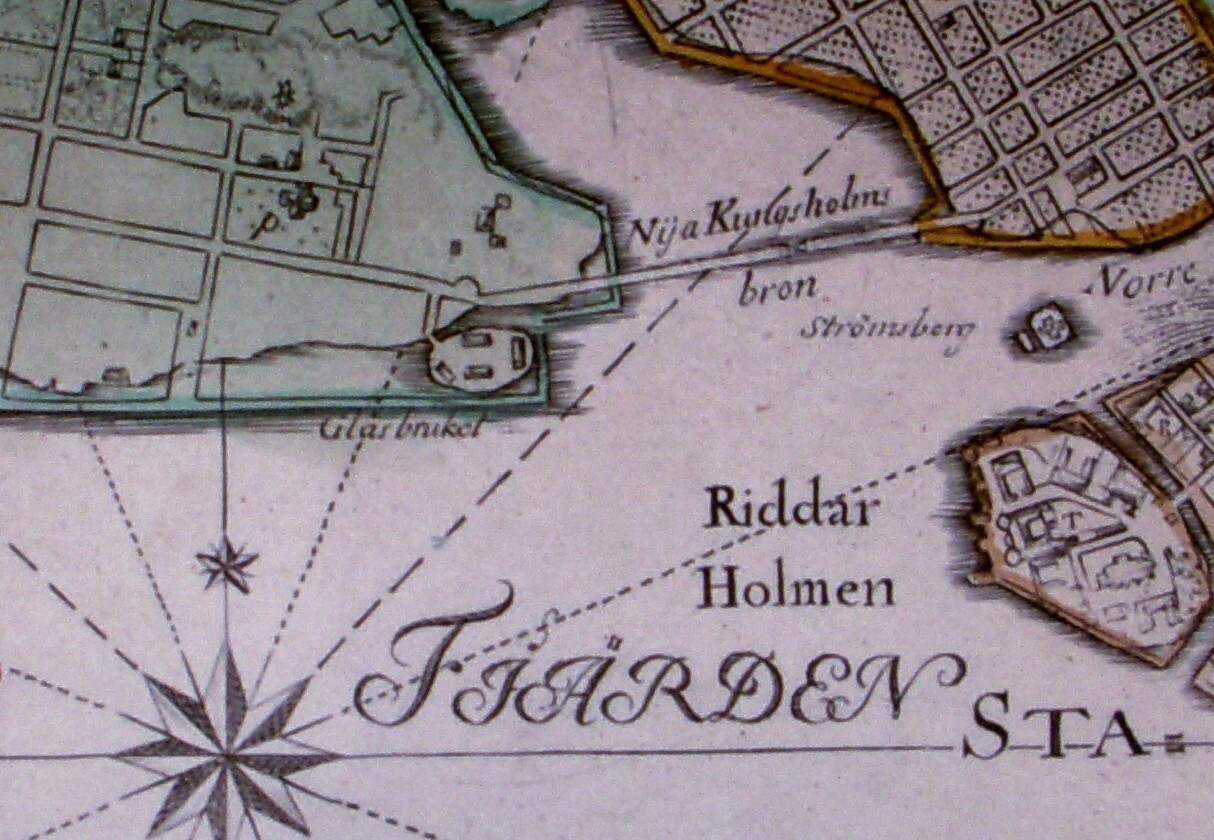
1751
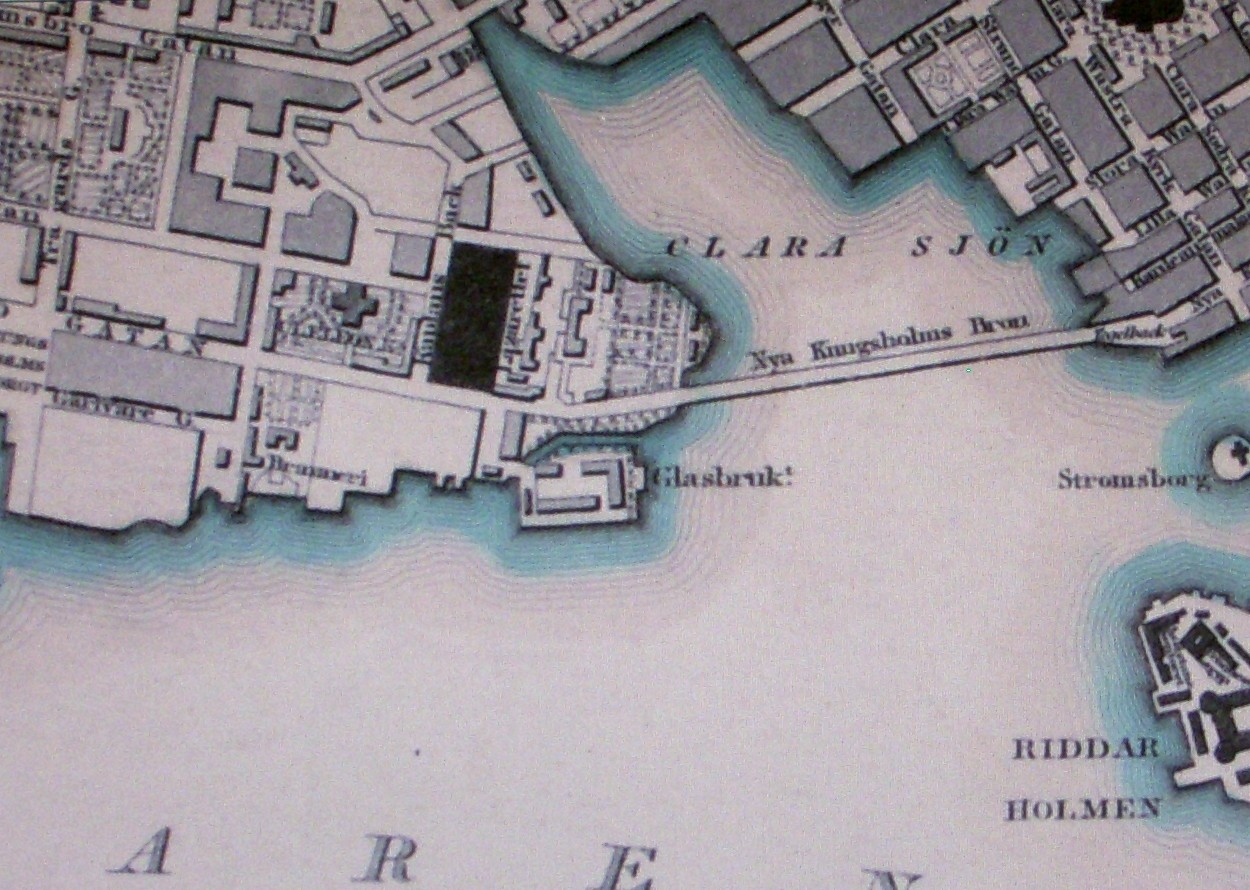
1836
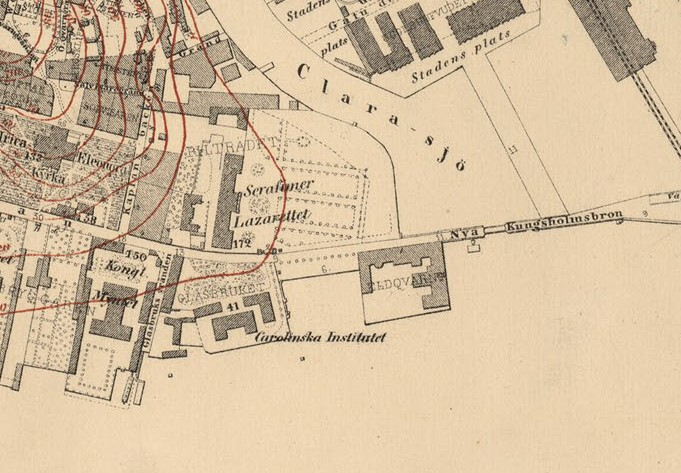
1870
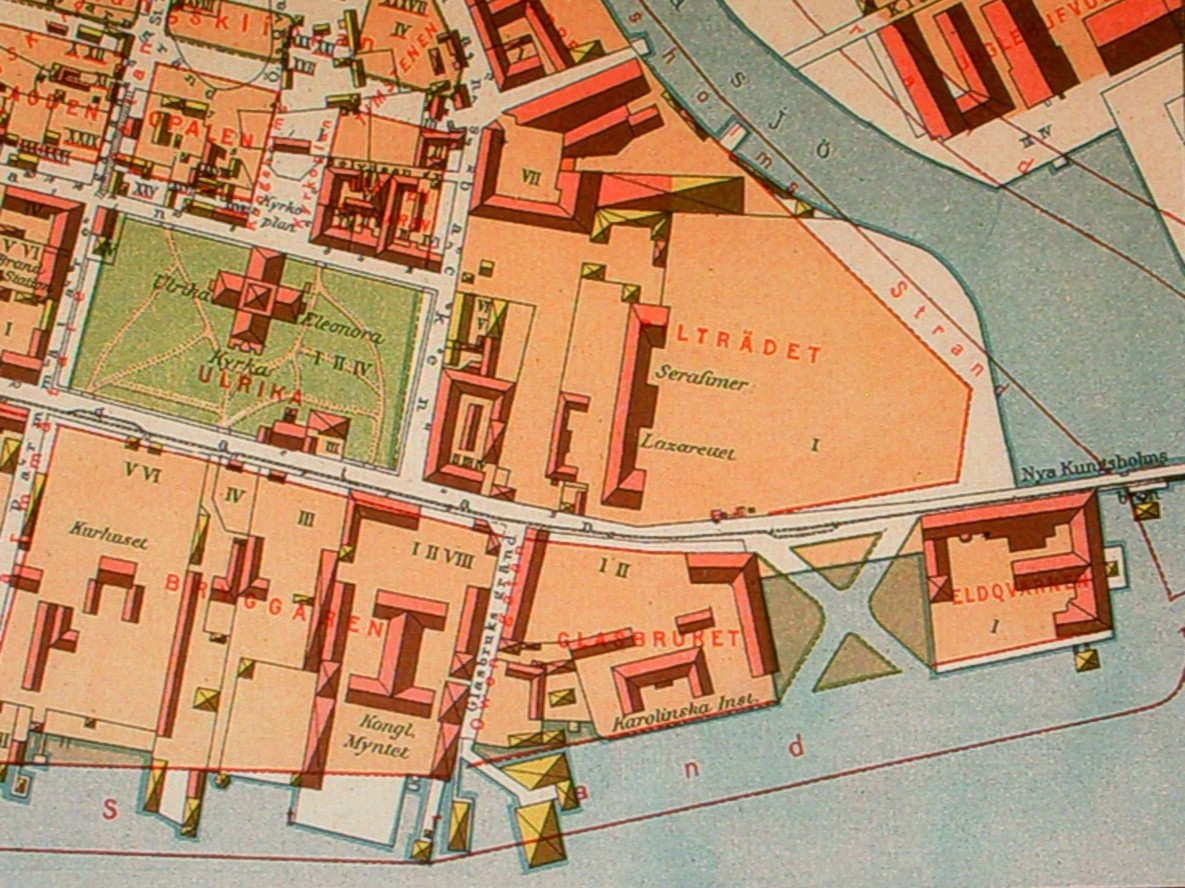
1885